# Albizia berteroana
Albizia berteroana là một loài thực vật có hoa trong họ Đậu. Loài này được (Balb. ex DC.) M. Gómez miêu tả khoa học đầu tiên năm 1889.